# The Trail of the Eucalyptus
The Trail of the Eucalyptus è un cortometraggio muto del 1911 diretto da Allan Dwan.

## Trama
Trama in (EN)  di Moving Picture World  su IMDb

## Produzione
Il film fu prodotto dalla Flying A (American Film Manufacturing Company).

## Distribuzione
Distribuito dalla Motion Picture Distributors and Sales Company, il film - un cortometraggio in una bobina - uscì nelle sale cinematografiche USA il 26 ottobre 1911.